# Лагоа-ду-Карру
Лагоа-ду-Карру (порт. Lagoa do Carro)  —  муниципалитет в Бразилии, входит в штат Пернамбуку. Составная часть мезорегиона Мата-Пернамбукана. Входит в экономико-статистический  микрорегион Мата-Сетентриунал-Пернамбукана. Население составляет 14 138 человек на 2007 год.

## История
Город основан 1 октября 1991 года. 